# Alexandre Fayolle
Alexandre Fayolle, né le 20 juillet 1995, est un coureur cycliste français, spécialiste de VTT de descente. Il a notamment remporté une manche de Coupe du monde de descente en 2017.

## Palmarès en VTT de descente

### Championnats du monde
- Val di Sole 2016
  - 17e de la descente

### Coupe du monde
- Coupe du monde de descente
  - 2017 : 10e  du classement général, vainqueur de la manche de Lourdes